# Robô móvel

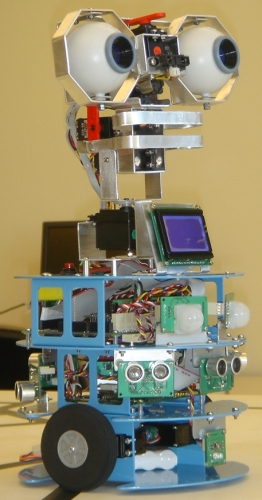
Foto de robô móvel que utiliza rodas para sua locomoção

Nos últimos anos, tem-se observado um vertiginoso crescimento do potencial de sistemas robóticos. Numa primeira etapa, houve um grande desenvolvimento na área de robótica industrial, com a utilização sobretudo de robôs manipuladores. Numa segunda etapa de evolução, pesquisadores em robótica têm concentrado esforços na construção de robôs móveis, introduzindo as capacidades de mobilidade e autonomia para reagir adequadamente ao ambiente, o que abre um vasto campo de novas aplicações e, conseqüentemente, muitos desafios.
Um robô móvel é um dispositivo automático que é capaz de se movimentar e interagir em um ambiente definido.

## Visão geral
Robôs móveis possuem a capacidade de se moverem ao redor seus ambientes e não estão fixados a uma localização física. Em contraste, os robôs industriais geralmente consistem de um braço articulado e um dispositivo de atuação, presos a uma superfície fixa.
Robôs móveis podem ser classificado sobre o ambiente entre eles movem
- Robôs de terra. Eles normalmente tem rodas, mas alguns possuem duas pernas como os humanos, ou mais, se assemelhando a animais quadrúpedes ou artrópodes.
- Robôs aéreos estão usualmente referidos como veículos aéreos não tripulados (VANTS ou UAVs).
- Robôs que são adequados para o ambiente subaquático estão chamados de veículos subaquáticos autônomos (AUVs)

Os robôs moveis são o foco de muitas pesquisas atuais, sendo que a maior parte das grandes universidades possui um ou mais laboratórios voltados à pesquisa de robôs móveis. Os robôs móveis também são encontrados na indústria, em instalação militares, em ambientes de segurança, e como produtos de consumo, seja para o entretenimento ou para realizar alguns trabalhos como limpeza ou corte de grama.

## História
| Data      | Desenvolvimento |
| --------- | --- |
| 1939-1945 | Durante a Segunda Guerra Mundial o primeiro robô móvel surje como o resultado de avanços técnicos em campos de pesquisa relativamente novos como ciência da computação e cibernética. Eles eram em sua maioria bombas voadoras. Como exemplos temos as bombas inteligentes que detonam apenas a uma determinada distância do alvo, o uso de sistemas de guiagem e o controle por radar. Os foguetes V1 e V2 possuiam um "autopiloto" primitivo e sistemas de detonação automáticos. Estes foram os predecessores dos mísseis de cruzeiro. |
| 1948-1949 | W. Grey Walter constrói Elmer e Elsie, dois robôs autônomos que se pareciam com tartarugas. Oficialmente eles eram chamados de Machina Speculatrix porque estes robôs gostavam de exploram o ambiente ao seu redor. Elmer e Elsie eram equipados com um sensor de luz, e caso encontrassem uma fonte de luz iriam se mover na direção da mesma, desviando de obstáculos em seu caminho. Estes robôs demonstraram que comportamentos complexos poderiam surgir de um projeto simples. Elmer e Elsie possuiam o equivalente a apenas duas células nervosas. |
| 1961-1963 | A Universidade Johns Hopkins desenvolve Beast, que utilizava um sonar para se orientar. Quando suas baterias estavam com baixa carga ele procurava uma conexão de alimentação e se conectavam para se reabastecer. |
| 1969      | Mowbot foi o primeiro robô que podia cortar um gramado inteiro automaticamente. |
| 1970      | O seguidor de traçados de Stanford foi um robô móvel que era capaz de seguir uma linha branca, utilizando uma câmera para vê-la. Ele era conectado via rádio a um grande mainframe que realizava o processamento necessário. . Por volta da mesma época (1966-1972), o Instituto de Pesquisa de Stanford estava construindo e realizando pesquisas no Shakey, um robô que recebeu seu nome devido à sua movimentação brusca. Shakey possuia uma câmera, um detector de distância, sensores de toque e um link de rádio. Ele foi o primeiro robô que podia analisar suas ações. Isto significava que Shakey poderia receber comandos muito gerais, de forma que ele iria desenvolver os passos necessários para realizar o trabalho pedido. A União Soviética explorou a superfície da Lua utilizando o Lunokhod 1, um rover lunar. |
| 1976      | Em seu programa Viking a NASA envia duas naves espaciais não tripuladas para Marte. |
| 1977      | O primeiro filme da série Star Wars Uma nova esparança apresenta R2-D2, um robô móvel autônomo e C-3PO, um humanóide. Estes dois modelos tornaram os robôs conhecidos pelo público geral. |
| 1980      | O interesse do público nos robôs aumenta, resultando em robôs que poderiam ser utilizados para uso doméstico. Estes robôs eram voltados para o entretenimento ou educação. Alguns exemplos incluem o RB5X , que ainda existe, e a série HERO. O seguidor de traçados de Stanford agora é capaz de navegar entre obstáculos e fazer mapas de seu ambiente. |
| 1989      | Mark Tilden inventa a robótica BEAM. |
| 1993-1994 | O robôs Dante I e Dante II são desenvolvidos pela Universidade Carnegie Mellon. Ambos são robôs com membros utilizados para explorar vulcões ativos. |
| 1996-1997 | A NASA envia o Mars Pathfinder com seu rover Sojourner para Marte. O rover explora a superfície, comandado pela Terra. O Sojourner era equipado com um sistema de redução de perigos. Isto permitiu que Sojourner encontrasse autonomamente seu caminho através do solo de Marte. |
| 1999      | A Sony apresenta o Aibo, um cachorro robótico capaz de vez, andar e interagir com o seu redor. |
| 2001      | Início do desenvolvimento dos robôs de enxame. Os robôs de enxame se assemelham a colónias de insetos. Tipicamente eles consistem de um grande número de robôs individuais simples, os quais são capazes de interagir um com o outro e juntos realizarem trabalhos complexos. |
| 2004      | Robosapien, um robô biomórfico de brinquedo desenvolvido por Mark Tilden é disponível comercialmente. No 'Projeto Centibots' 100 robôs autônomos trabalham juntos para mapearem um ambiente desconhecido e buscar objetos contidos neste ambiente . É realizado o primeiro DARPA Grand Challenge, uma competição na qual veículos totalmente autônomos competem em um percurso no deserto. |
| 2008      | Em março a empresa Boston Dynamics mostra a nova geração do BigDog - um robô militar em desenvolvimento. |